# Благовєщенський Іван Олександрович
Благовєщенський Іван Олексійович (рос. Благовещенский Иван Алексеевич) (14 вересня 1893 — 1 серпня 1946) — генерал-майор берегової служби Червоної Армії, комендант школи пропагандистів РОА у Дабендорфі, керівник відділу пропаганди Комітету визволення народів Росії.

## Життєпис
Завершив 1914 піхотну школу у Вільнюсі, у 1-й світовій війні штабс-капітан. З 1918 в Червоній Армії. З 1924 заступник керівника курсу Військової Академії ім. Фрунзе, з 1926 керівник. З 1929 в Академії ім. Дзержинського, у травні 1934 завершив офіцерські курси Академії Фрунзе, 1935 майор. З 1936 начальник штабу південно-кавказького напрямку Чорноморського флоту. 1937 закінчив Військова академія Генерального штабу. З 1938 керівник офіцерських курсів Чорноморського Флоту, полковник, 1939–1940 командир відділу штабу Академії ім. Кірова, листопаду 1939 комбриг. З квітня 1941 комендант морської школи у Лієпаї, з травня генерал-майор. З початком війни очолював одну з ділянок оборони, 7 липня потрапив у полон.
У таборі в Гаммельбургу розпочав контактувати з німцями, став членом Комітету Боротьби з Більшовизмом, створеного VI управлінням Головнеого управлі́ння імпе́рської безпе́ки. У листі до керівництва Третього Рейху запропонував створити військові підрозділи з полонених Червоної армії. З листопаду 1941 член Російської Народної Робітничої партії. З квітня 1942 керівник молодіжних пропагандиських курсів. З грудня 1941 у Берліні редактор газети «Поклик». З початку 1943 контактує з Власовим і з березня комендант школи пропагандистів РОА у Дабендорфі, у грудні стає головним інспектором пропагандистів РОА. Восени 1944 керує відділом пропаганди Комітету визволення народів Росії. З січня 1945 начальник ідеологічної групи головного управління КВНР. 6 травня потрапив у полон до американців, які 3 червня передали його СМЕРШ. Страчений у Москві 1 серпня 1946.

## Нагороди

### Нагороди СРСР
- Орден Червоного Прапора
- Медаль «XX років Робітничо-Селянській Червоній Армії»

### Нагороди Третього Рейху
- Відзнака для східних народів 2-го класу в золоті з мечами